# Sergio Campana (pilota automobilistico)
Sergio Campana (Reggio Emilia, 5 giugno 1986) è un pilota automobilistico italiano, vincitore del titolo nazionale 2011 di F3.

## Carriera
Inizia a correre nel 2003 sui kart: partecipa all'European Championship ICA, classificandosi 17º e arriva sesto all'Andrea Margutti Trophy ICA. Negli anni successivi, fino al 2006, partecipa al Campionato Open Masters ICA (8º), al Campionato Italiano Open Masters Formula A e al Torneo Industrie Formula A (classificandosi secondo). Conclude la carriera sui kart nel 2007, gareggiando nell'European Championship KF1.
Dopo i successi sui kart passa alla Formula Renault. Nel 2007 arriva 34º nella Formula Renault 2.0 Italy, con il Team Cram Competition.
Nel 2008 continua nella stessa serie, terminando questa volta al quinto posto con il Team C02 MOtorsport (su 14 gare 3 vittorie, una pole position, 5 podi e 2 giri più veloci). Nello stesso anno partecipa alla Formula Renault 2.0 Eurocup (26º) con il Team Prema PowerTeam e alla Formula Junior FR2.0 Portugual Winter Series (15º) sempre con il Team CO2 Motorsport.
Il 2009 vede il passaggio del pilota emiliano nel campionato di Formula 3 Italia, in cui giunse quarto (su 16 gare 3 vittorie, 1 pole position, 7 podi e 4 giri più veloce) con il Team Lucidi Motorsport; anche l'anno successivo resta nella stessa categoria con lo stesso team.
Nel 2011 riesce poi a vincere il campionato di Formula 3 Italia (su 16 gare 2 vittorie, 8 podi e 4 giri più veloci), vincendo così anche il Test premio con la Ferrari F60 a Vallelunga, insieme a Lewis (il vincitore della Classifica Rookie).
Nel 2012 gareggia nella Auto GP nel nuovo team italiano MLR71; nel primo Gran Premio disputato a Monza in gara 1 è arrivato secondo al traguardo ma è stato retrocesso al decimo posto per via di una penalità, in gara 2 si è ritirato per incidente.

## Risultati completi in Auto GP
| 2012 | Team MLR71 | MZA 1 10 | MZA 2 Rit | VLC 1 | VLC 2 | MAR 1 | MAR 2 | HUN 1 | HUN 2 | ALG 1 | ALG 2 | CUR 1 | CUR 2 | SON 1 | SON 2 |